# Casio 9850

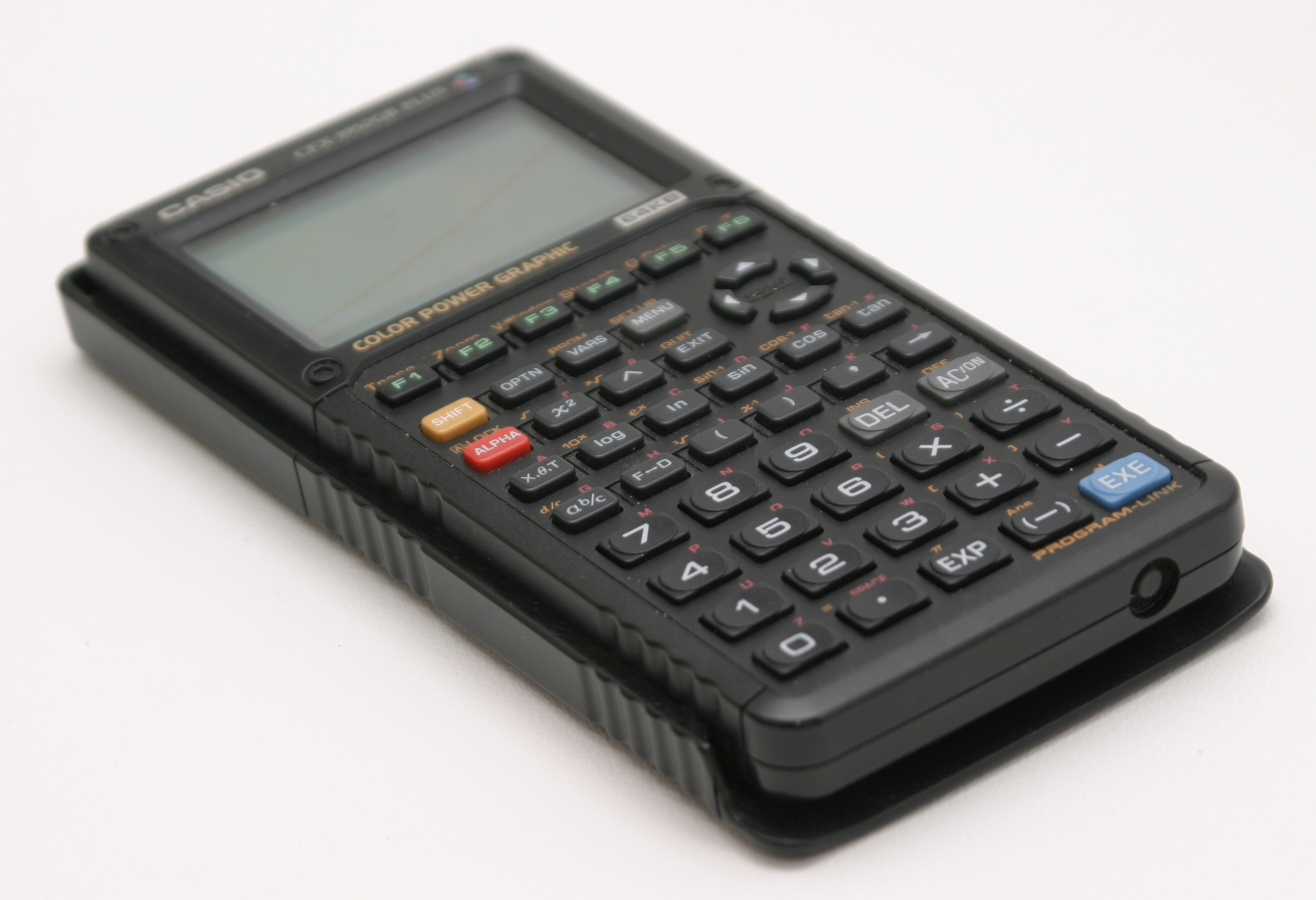
Casio CFX-9950GB Plus

Die Serie Casio 9850 (auch 9x50 genannt) ist eine Serie von wissenschaftlichen, grafischen, programmierbaren Taschenrechnern der Marke Casio von 1996 bis 2008.

## Überblick

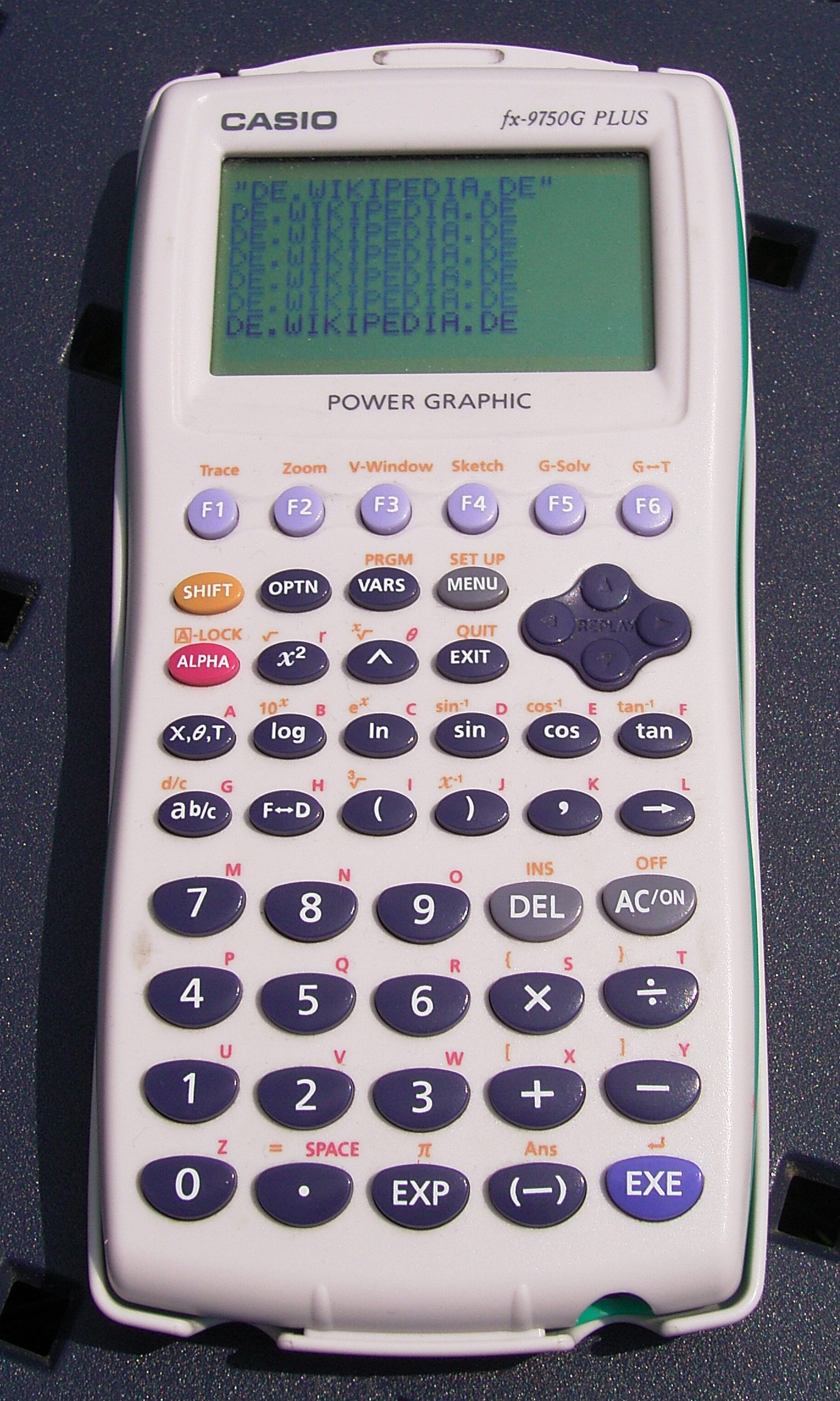
Casio FX-9750G Plus

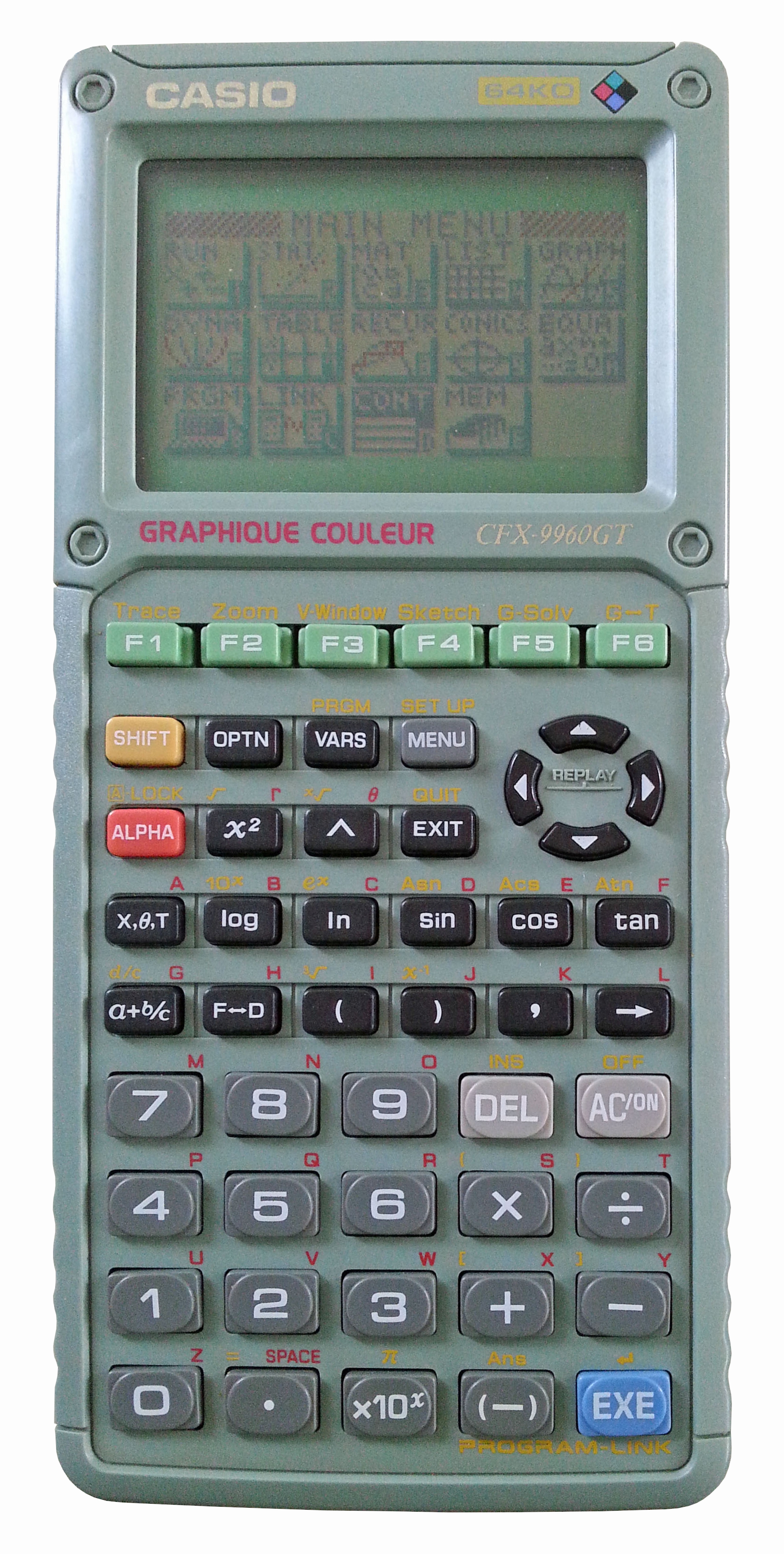
Casio CFX-9960GT (französisches Modell)

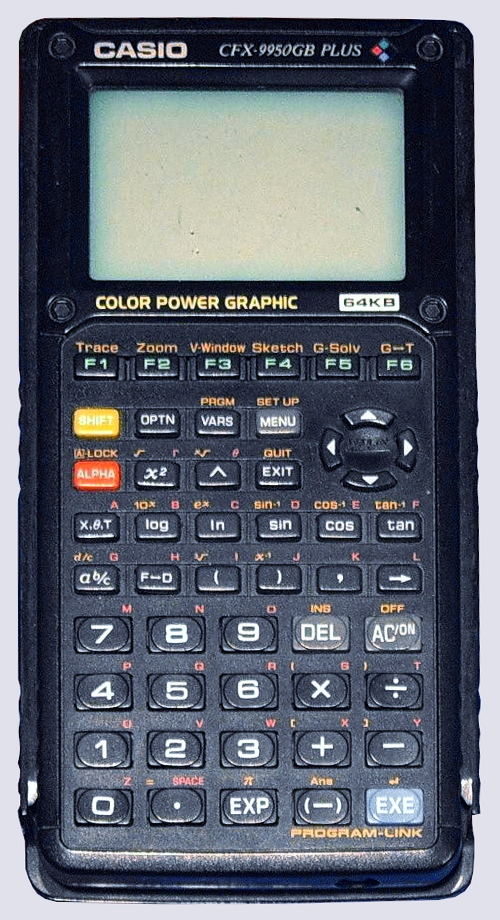
Casio CFX-9950GB Plus

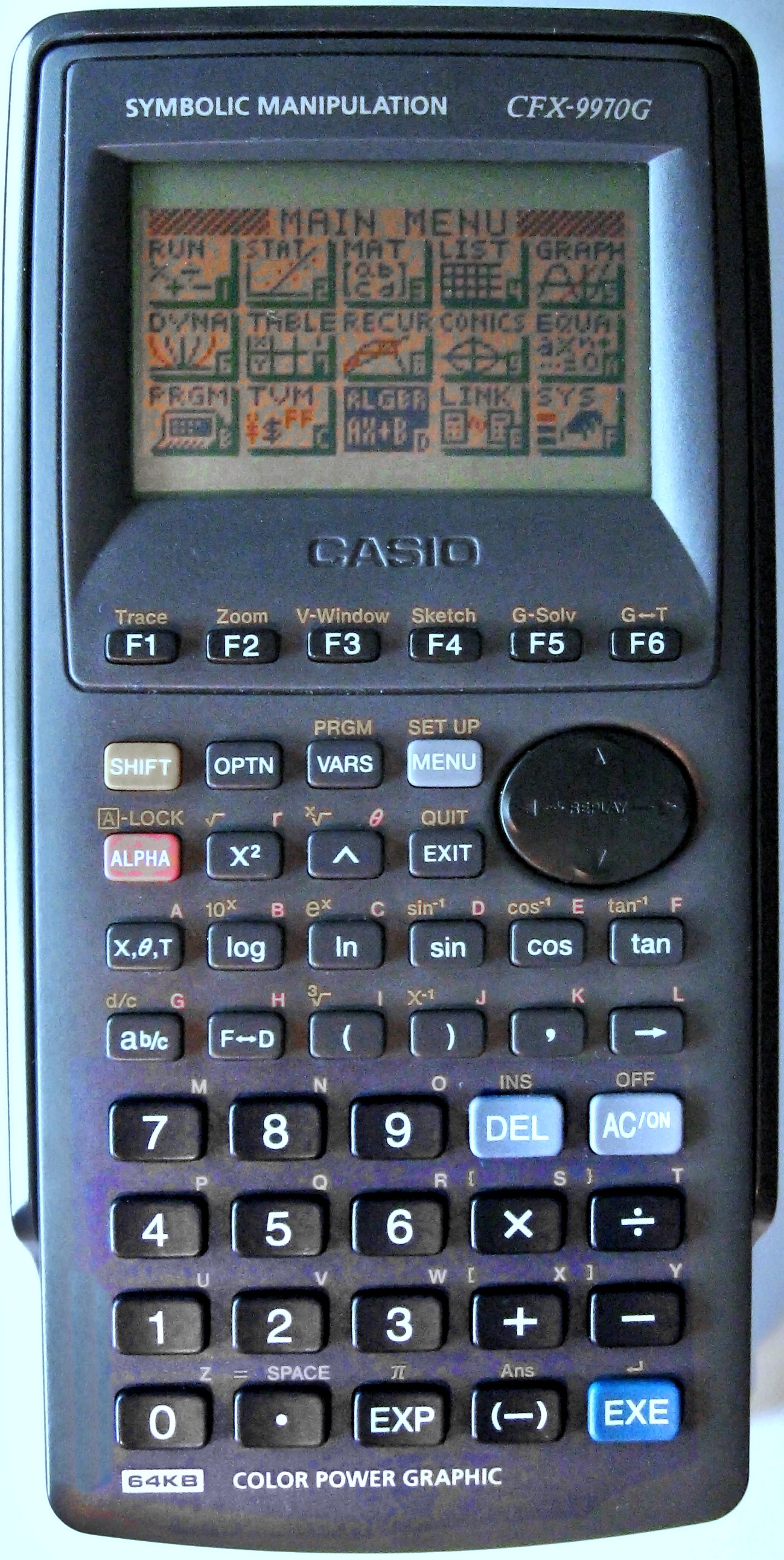
Der Casio CFX-9970G war das erste Modell des Herstellers mit einem Computeralgebrasystem (CAS)

Erstmals im Jahr 1996 hergestellt, gab es zahlreiche Variationen des CFX-9850G. Die Modelle der 9850-Serie verfügen über dreifarbige Bildschirme, abgesehen von den 9750-Versionen, die mit Schwarz-Weiß-Displays ausgestattet sind. Der 9950G hat 64 KiB Speicher statt der 32 KiB des ursprünglichen 9850G. Spätere Versionen wie die GA-, GB- und GC-Modelle behoben einige Programmfehler der ursprünglichen G-Modelle und lieferten einige neue Statistik- und Finanzfeatures. Die GB-Modelle haben eine integrierte Software-Bibliothek.

### Französische Versionen
Es gibt französische Versionen, bei denen die Bruch- und die Exponententaste anders beschriftet sind.
| Standard-Versionen                | Französische Versionen                                                                 |
| --------------------------------- | -------------------------------------------------------------------------------------- |
| - Casio FX-9750                   | - Casio Graph 30 - Casio Graph 35 - Casio FX-8930GT                                    |
| - Casio CFX-9850 - Casio CFX-9950 | - Casio Graph 60 - Casio Graph 65 - Casio CFX-9930GT - Casio CFX-9940 - Casio CFX-9960 |
| - Casio CFX-9970                  | - Casio Graph 80                                                                       |

### Gewicht und Maße
Die Taschenrechner wiegen inklusive Batterien ungefähr 190 Gramm. Die Maße sind:
| Länge  | 176 mm  |
| Breite | 83 mm   |
| Höhe   | 19,7 mm |

### Funktionen
Die Modelle der Serie ermöglichen das Errechnen von wissenschaftlichen Werten und Rechnungen, unterstützen Infinitesimalrechnung und das Darstellen von Grafiken. Sie ermöglichen das Schreiben und Ausführen von selbstgeschriebenen Programmen und können mit Statistik und Matrizen operieren.
Mit dem Gleichungslösungsmodus(EQUA im Hauptmenü) können lineare Gleichungssysteme mit zwei bis sechs Unbekannten (SIML) und polynomische Gleichungen zweiten und dritten Grades (POLY) gelöst werden. Den Lösungsmodus für einfache Gleichungen (SOLV) führte Casio erst mit den Plus-Versionen ein.

### Stromversorgung
Die Rückseite des Geräts zeigt eine leicht vorstehende Batteriefachabdeckung, die das Fach für vier AAA-Alkaline-Batterien für die primäre Stromversorgung und einer CR2032 Lithium-Batteriezelle für den Speicherbackup, wenn die Hauptstromversorgung unterbrochen ist. Das Gerät hat eine Leistungsaufnahme von 60 Milliwatt und schaltet sich automatisch nach ca. sechs Minuten aus, wenn das Gerät nicht verwendet wird. Die Lebensdauer der Batterie für die primäre Stromversorgung reicht zwischen 240 Stunden und 150 Stunden. Die Lithiumzellen für den Speicherbackup haben eine Lebensdauer von ungefähr zwei Jahren.

### Display
Die Auflösung des Displays beträgt 128 mal 64 Pixel (die ersten Reihen – vertikal und horizontal – sind für die Grafikdarstellung unbrauchbar). Auf dem Display lassen sich Zeichen auf 8 Zeilen und 21 Spalten anzeigen. Die unterste Linie ist für die Anzeige der Funktionen der sechs Funktionstasten (F1–F6) reserviert.
Der Bildschirm kann die Grafiken in drei Farben anzeigen: Orange, Blau und Grün. Die einzige Ausnahme ist der Casio FX-9750, der nur ein Schwarz-Weiß-Display verfügt.
Die Farben sind in drei Ebenen unterteilt: Orange ist über Blau und Blau ist über Grün. Dieses System ermöglicht es Grafiken hinzuzufügen oder zu entfernen, ohne die Grafiken darunter zu verändern.

### Speicherplätze
Die Geräte werden entweder mit 32 oder 64 KB Speicher geliefert, der für Programme, Statistiken, Matrizen, Listen, statische und dynamische Diagramme und die zugehörigen Einstellungen, Funktionen, Rekursionen, Gleichungen, finanzielle Daten, und Variablen (die von allen Programmen verwendet werden) verwendet werden kann. Diese können einzeln oder komplett im MEM-Menü gelöscht werden.

### Datenaustausch
Das Gerät kann mit spezialisierten Kabeln an einen Computer (FA-122-Interface-Einheit und Kabel) oder an einen anderen Rechner (SB-62 Kabel) angeschlossen werden, um Daten, wie zum Beispiel Programme, Gleichungen, Graphen etc. auszutauschen. Man kann auch Daten zu einem Casio Etikettendrucker versenden (SB-62-Kabel). Die angegebene Übertragungsgeschwindigkeit ist 9600 Bytes pro Sekunde.
Das mitgelieferte Link-Kabel wurde von Purple Computing entworfen und patentiert. Hergestellt wurde es von Traveling Software (AKA Laplink.com) und später von Purple Computing. Der gemeinsame Name für das Kabel lautet “PC-Link”. Es hat einen 2,5-mm-Stereo-Cinch-Stecker an einem Ende, die patentierte elektronische Schaltung im Inneren des Kunststoffkabels und einem DB9F (9-polige serielle Stecker) auf der anderen Seite, um den PC über eine serielle Schnittstelle zu verbinden. Die Schaltung wandelt niedrige Spannung (Low-Power-Signale des Taschenrechners) um, um auf gleichem Niveau einer seriellen RS232-Schnittstelle eines PCs zu sein.

### Programmbibliothek
In den CFX-9850GB PLUS und CFX-9950GB PLUS Modellen ist eine Programmbibliothek integriert, die aus Programmen besteht, die kompliziertere Rechnungen erfüllen können. Unter anderem das Rechnen mit Differentialgleichungen. Die Programme sind in sechs Teilbibliotheken gegliedert.

### Grafiken
Grafiken können mit einer Split-Screen-Anzeige gezeichnet werden. Grafische Bereiche können in konfigurierbaren Farben schattiert werden. Das grafische Darstellungsfeld kann in der Größe verändert und verschoben werden (diese Einstellungen können für einen späteren Abruf gespeichert werden), und Punkte entlang der Kurve zurückverfolgt werden. Spezielle Werkzeuge können angewendet werden, um nützliche Punkte, wie zum Beispiel Extremwerte (maximale und minimale x- bzw. y-Werte) und Schnittpunkte zu finden. Der Rechner hat auch einen speziellen Abschnitt für kompliziertere Kegelschnitt-Grafiken. Dynamische Grafiken bieten alle Funktionen von regulären Grafiken, aber ermöglichen die Bindung einer Variablen in der Grafikgleichung über einen Wertebereich.

### Listen und Tabellen
Bis zu 36 Listen können im Listen-Manager auf verschiedene Weise gespeichert und manipuliert werden. Die Listen können auch dazu benutzt werden, um Daten in integrierten Statistik-Operationen einzufügen, verschiedene statistische Diagramme zu erstellen, die Durchführung der Regressionsanalyse und die Generierung von Grafiken, wie unter anderen Streudiagramme und Box- und Whisker-Plots. Wertetabellen können aus Funktionen erzeugt werden, rekursive Serien erzeugt werden und polynomische, oder allgemeine Gleichungen, sowie lineare Gleichungssysteme gelöst werden.

### Finanzrechnungen
Es gibt ebenfalls eine Reihe Finanzoperationen, wie zum Beispiel Zinsrechnungen und Abschreibungen, die der Taschenrechner ebenfalls errechnen kann.